# Ballistic Statues
Ballistic Statues is een album van EBM-band A Split-Second uit 1987.

## Tracklist
1. Rigor Mortis - 4:50
2. Drinking Sand - 4:51
3. Neurobeat - 4:05
4. Close Combat - 4:18
5. Check It Out - 5:30
6. Cybernetics and Pavlovian Warfare - 3:03
7. Ballistic Statues - 8:11

Op latere uitgaven van het album zijn de nummers van de ep Burn Out als bonus toegevoegd:
1. Burn Out - 3:38
2. Bodycheck - 3:10
3. On Command - 4:39
4. Flesh - 3:39

## Meewerkende artiesten
- Producers:
  - Marc Ickx
  - Peter Bonne
- Muzikanten:
  - Marc Ickx (basgitaar, klavier, percussie, sampler, zang)
  - Peter Bonne (drums, effecten, klavier, sampler)
  - Peter Meyvaert (elektrische gitaar)
  - Dirk Calemijn (elektrische gitaar)